# Ove Joensen
Ove Joensen (3 de dezembro de 1948, Tórshavn, Ilhas Faroé – 26 de novembro de 1987, no mar no fiorde Skálafjørður, Ilhas Faroé) foi um marinheiro e aventureiro Feroês.
Ove Joensen vivia na ilha de Nólsoy, onde construiu o seu barco Faroé Diana Victoria com o objectivo de realizar a remos a viagem de 900 milhas náuticas (1,700 km) entre as ilhas Faroé e Copenhaga, na Dinamarca.
Após duas tentativas falhadas em 1984 e 1985, onde chegou às Ilhas Shetland, finalmente conseguiu a proeza na sua tentativa de 1986 com a sua chegada a Copenhaga a 11 de agosto de 1986, ao fim de 41 dias a remar sozinho.
A 1987 Ove morreu no fiorde de Skálafjørður vítima de afogamento, após ter caído ao mar. 